# عجة (جنين)
عجة هي قرية فلسطينية تقع في محافظة جنين وتبعد عنها 19 كم على ارتفاع 400م عن سطح البحر.تبلغ مساحة أراضيها 11027 دونم. يحد القرية من الشمال قرية فحمة، ومن الشرق قرية عنزة، من الجنوب سيلة الظهر وقرية العصاعصة، ومن الجنوب الغربي الرامة، من الغرب فحمة.

## التسمية
سميت بلدة عجة بهذا الاسم نسبة إلى ولي كان يعيش هناك يسمى عجاج، ويوجد رواية أخرى للتسمية وهو انه في أحد الحروب اثناء محاصرة بلدة صانور غطت منطقة القرية وسمائها بالغبار والدخان الناتج من عمليات الحرق واشعال النيران فجائت التسمية من العجاج وحولت فيما بعد إلى عجة.

## السكان
بلغ عدد سكانها عام 1922م حوالي 200 نسمة ارتفع إلى 500 نسمة عام 1945م، وبلغ عدد سكانها عام 1967م حوالي 700نسمة، تضاعف إلى 1500نسمة عام 1987م ويعودون بأصولهم إلى قضاء القدس وإلى قرية علما من قرى صفد وإلى بيتا من قرى نابلس. بلغ عدد سكان بلدة عجة في احصائية قامت بها دائرة الإحصاء في جنين عام 2017 حوالي 6,162 نسمة.

## مؤسسات البلدة
- المجلس البلدي
- نادي رياضي وثقافي واجتماعي
- عيادة صحية حكومية
- مدارس لكافة المراحل للجنسين
- جمعيات خيرية

## الاقتصاد
تعد البلدة مركزا تجاريا مهما لوجود عدد كبير من أصحاب رؤوس الأموال في المنطقة، ويوجد فيها الكثير من الإستثمارات الزراعيه والصناعية التي تصدر إلى الدول المجاورة ودول الخليج.

### الزراعة
تزرع على أراضيها الخصبة المعروفة باسم سهل عجة الحبوب والقطاني والخضراوات بالإضافة إلى الأشجار المثمرة كالزيتون واللوز والمشمش، إضافة إلى قطاع زيت الزيتون من حيث زراعة الزيتون وعصره في معاصر حديثه داخل البلدة.
تعتبر البلدة مصدراً مهما لإنتاج البيض والدجاج اللاحم (يتم فقسه في مفاقس ضخمه وتربيته في مزارع نموذجيه) وإنتاج بيض المفاقس.
تصدّر البلدة عددا من السلع مثل الزعتر والفريكة وزيت الزيتون ومحاصيل زراعية أخرى، وبعض الحلويات إلى دول عربية وأوروبية.

## الاستيطان
صادرت سلطات الاحتلال جزءا من أراضيها وأقامت عليها مستوطنة سانور إلا إنها انسحبت منها قبل فترة وجيزة وهي مركز صناعي تبلغ مساحتها حوالي 1300 دونم،

## التاريخ
تم العثور في القرية على قطع فخارية من العصر البرونزي الأوسط الهلنستي والعصر الروماني المبكر والمتأخر، البيزنطي،  والعصور الإسلامية المبكرة. 
في عام 1179، تم ذكر قرية عجة في المصادر الصليبية باعتبارها من بين القرى التي تم التبرع بإيراداتها إلى دير صهيون من قبل البابا ألكسندر الثالث. 

### العصر العثماني
تم ضم عجة، مثل باقي المدن الفلسطينية إلى الإمبراطورية العثمانية عام 1517. في تعداد عام 1596 كانت جزءًا من ناحية جبل سامي التي كانت تحت إدارة لواء نابلس . كان عدد سكان القرية 13 أسرة، كانوا سكان القرية يدفعون ضريبة ثابتة بنسبة 33.3% على القمح والشعير والمحاصيل الصيفية وأشجار الزيتون وخلايا النحل، بالإضافة إلى الإيرادات العرضية، وضريبة على سكان لواء نابلس، ومعصرة زيت الزيتون أو شراب العنب، بإجمالي 3612 قرشًا . وقد تم العثور على قطع فخارية من العصر العثماني . ذكر النابلسي (1641 – 1731) أن عجة "قرية على الطريق من فهمة إلى الرامة ".
في عام 1830، خاض سكان عجة معركة ضد جيش الأمير بشير شهاب الثاني أثناء حصار سانور . في عام 1838، لوحظ أن عجة تقع في قضاء الشعراوية الشرقية ، الجزء الشرقي.
في عام 1870، وصفها فيكتور جورين بأنها قرية على تلة يبلغ عدد سكانها 500 نسمة، وتحيط بها بساتين الزيتون. وفي عام 1871 (1288 هـ )، أدرج الإحصاء العثماني القرية في ناحية الشعراوية الشرقية.
في عام 1882، وصف مسح PEF لفلسطين الغربية قرية عجة بأنها قرية صغيرة ذات مظهر قديم، تقع على حافة تل مع بساتين الزيتون في الأسفل وخزان إلى الجنوب الشرقي.

### عصر الإنتداب البريطاني
في تعداد فلسطين عام 1922، الذي أجرته سلطات الانتداب البريطاني، بلغ عدد سكان القرية 500 نسمة،  وارتفع في تعداد عام 1931 إلى 643 في 142 منزلًا. 
في إحصاءات عام 1944/1945 بلغ عدد سكان عجة 890،  بإجمالي 11027 دونماً من الأرض، وفقاً لمسح رسمي للأراضي والسكان. ومن هذه المساحة، تم استخدام 737 دونمًا للمزارع والأراضي القابلة للري، و5605 دونمًا للحبوب،  بينما كانت 23 دونمًا من الأراضي المبنية.

### العصر الإردني
بعد النكبة الفلسطينية عام 1948، وبعد اتفاقيات الهدنة عام 1949، أصبحت عجة تحت الحكم الأردني.
في عام 1961، بلغ عدد سكان القرية 1190 نسمة.

### ما بعد 1967
منذ حرب الأيام الستة عام 1967، أصبحت قرية عجة تحت الاحتلال الإسرائيلي.

## وصلات خارجية
- فلسطين في الذاكرة/ عجة
- فيديو عن المدينة في يوتيوب